# 南の島 (トムとジェリー)
『南の島』（His Mouse Friday）は、『トムとジェリー』の作品のひとつ。1951年7月7日公開。日本においては現在パブリックドメインである。

## 補足
初回放送時日本で付けられたサブタイトルは「南の島には土人がいたよ」だったが、「土人」との表現が放送コードに引っかかるために「南の島」になった。音声も途中でカットしている。

## スタッフ
- 監督 - ウィリアム・ハンナ　ジョセフ・バーベラ
- 製作 - フレッド・クインビー
- 作画 - ケネス・ミューズ　エド・バージ　レイ・パターソン　アーヴン・スペンス
- 音楽 - スコット・ブラッドリー

## 作品内容
遙か遠くの海上を、たった1匹筏で漂流するトム。食物も尽き果てこれまでかと思われた矢先、島を発見。着いたそこで食料を漁るトム。
そこにジェリーが現れる。トムはジェリーを食料にしようと試みたが失敗。いつものように追いかけっこをしている間に原住民の集落に迷い込んでしまう。
ジェリーはトムを怯え上がらせるため、原住民に変装し、トムを料理し始める。こうしてドタバタを行ううちにトムは自分を料理していた原住民の正体がジェリーだと分かり、再び追いかける。だが、トムは本物の原住民と遭遇してしまう。
恰好の食材が自ら飛び込んで来て「バーベキュー猫だ」と舌舐めずりし狂喜する原住民達。一目散に逃げ出すトムを追いかけて行った。
ジェリーも一件落着と思いきや、後ろから現れた原住民の子供に「バーベキュー鼠だ」と舌舐めずりされ、トム同様地平線まで追いかけられるのだった。

## 登場キャラクター
トム
筏に乗って大海原を漂流していると島を見つけて漂着。食糧を探すうちにジェリーを見つけて食べようとするも、ことごとく逃げられてしまう。やがて現地の先住民に変装したジェリーによって大鍋に入れられ自ら料理されそうになるも、自身へ指示していた人物の正体がジェリーだと見抜いて再度捕まえようとする。だが最後は本物の先住民に見つかり追いかけられた。
ジェリー
島で食料を探していたトムに食べられそうになるも反撃。やがて現地の先住民に変装してトムを大鍋に入れ、野菜を切って鍋に入れるよう命じてトムを料理しようとする。やがて腰に付けていた飾りがずり落ちて正体がばれてしまい、トムに追いかけられるが、最後は先住民の子供に見つかって追いかけられた。
原住民たち
最後の場面で、自分たちの縄張りに侵入したトムをエサとして食べようと追いかける。
原住民の子供
最後の場面で、自分たちの縄張りに侵入したジェリーをエサとして食べようと追いかける。
後述の通りDVD版ではビジュアルの大部分がトリミング処理によりカットされている。
カメ
島に生息している。飢えたトムが甲羅ごと食べようとした。

## 日本でのテレビ放映
TBS系列及び他系列で、1964年～1990年頃まで時折放映された。DVDにも収録。

## DVDでのカットシーン
DVDではトリミングがかけられ原住民の子供が映っておらず（ジェリーを追いかけるシーンでは映る）台詞のみ。原住民の大人はカットされていない。

## 関連事項
- トムとジェリー
- ジョセフ・バーベラ
- テックス・アヴェリー
- ルドルフ・アイジング
- ドルーピー
- メトロ・ゴールドウィン・メイヤー
- カートゥーン